# Fender Jazzmaster
Fender Jazzmaster — електрогітара, розроблена як дорожчий брат Fender Stratocaster. Вперше представлений на виставці NAMM 1958 року, спочатку він продавався джазовим гітаристам, але на початку 1960-х років знайшов прихильність серед серф-рок-гітаристів. Його зовнішній вигляд схожий на Fender Jaguar, хоча він тонально та фізично відрізняється багатьма технічними аспектами, включаючи дизайн звукознімача, довжину мензури та елементи керування.

## Розробка
Контурний корпус Jazzmaster зі зміщеною талією був розроблений для зручності під час гри на гітарі сидячи, як це воліють робити багато виконавців джазу та блюзу. Повна довжина мензури 647,7 мм, перемикання схем «соло» і «ритм» з незалежними регуляторами гучності та тембру, «плаваюче тремоло» (яке фактично створює вібрато) із фіксацією вібрато та унікальний бридж був іншим ключем до характеру гітари. Блокування вібрато можна активувати вручну, щоб зменшити розстроювання гітари в разі обриву однієї струни. Jazzmaster також мав подовжену руку для вібрато. Конструкція бриджа та вібрато сильно відрізняється від конструкції Stratocaster, що надає Jazzmaster інший резонанс і, як правило, меншу стійкість. Міст розташований у двох точках опори і рухається вперед і назад разом із рухом вібрато. У 2000-х роках такими компаніями, як Mastery, Staytrem, Halon і Descendant, були створені версії післяпродажного обслуговування, які забезпечували більшу стійкість і менше шуму.